# Hasszuna-kultúra

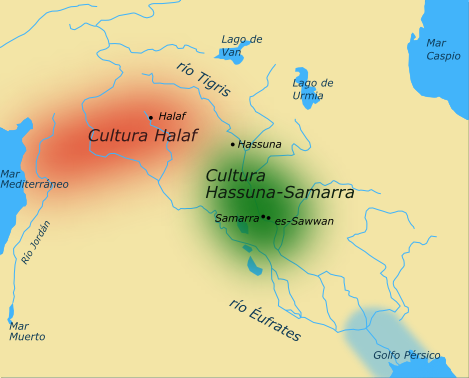
A Hasszuna-kultúra földrajzi elhelyezkedése.

A Hasszuna-kultúra egy neolítikumi kultúra Mezopotámia északi részén, amely az i. e. 6. évezred második felében terjedt el. A kultúra az iraki Tell-Hasszuna lelőhelyről kapta a nevét.

## Hasszuna kerámiája
A hasszunai edényeket még kézzel, fazekaskorong használata nélkül formázták. Díszítésként bemetszett geometrikus és lineáris formákat alkalmaztak.

## Lelőhelyek
- Tell-Hasszuna
- Tell-Semsara

## Fordítás
Ez a szócikk részben vagy egészben  a   Hassuna culture című angol Wikipédia-szócikk fordításán alapul.  Az eredeti cikk szerkesztőit annak laptörténete sorolja fel. Ez a jelzés csupán a megfogalmazás eredetét és a szerzői jogokat jelzi, nem szolgál a cikkben szereplő információk forrásmegjelöléseként.